# Такапі
Такапі́ (рос. Такапи) — присілок в Балезінському районі Удмуртії, Росія.

## Населення
Населення — 420 осіб (2010; 397 в 2002).
Національний склад станом на 2002 рік:
- удмурти — 84 %